# Ashhurst
Ashhurst est une petite localité de la région de Manawatu-Wanganui, située dans l’île du Nord de la Nouvelle-Zélande.

## Situation

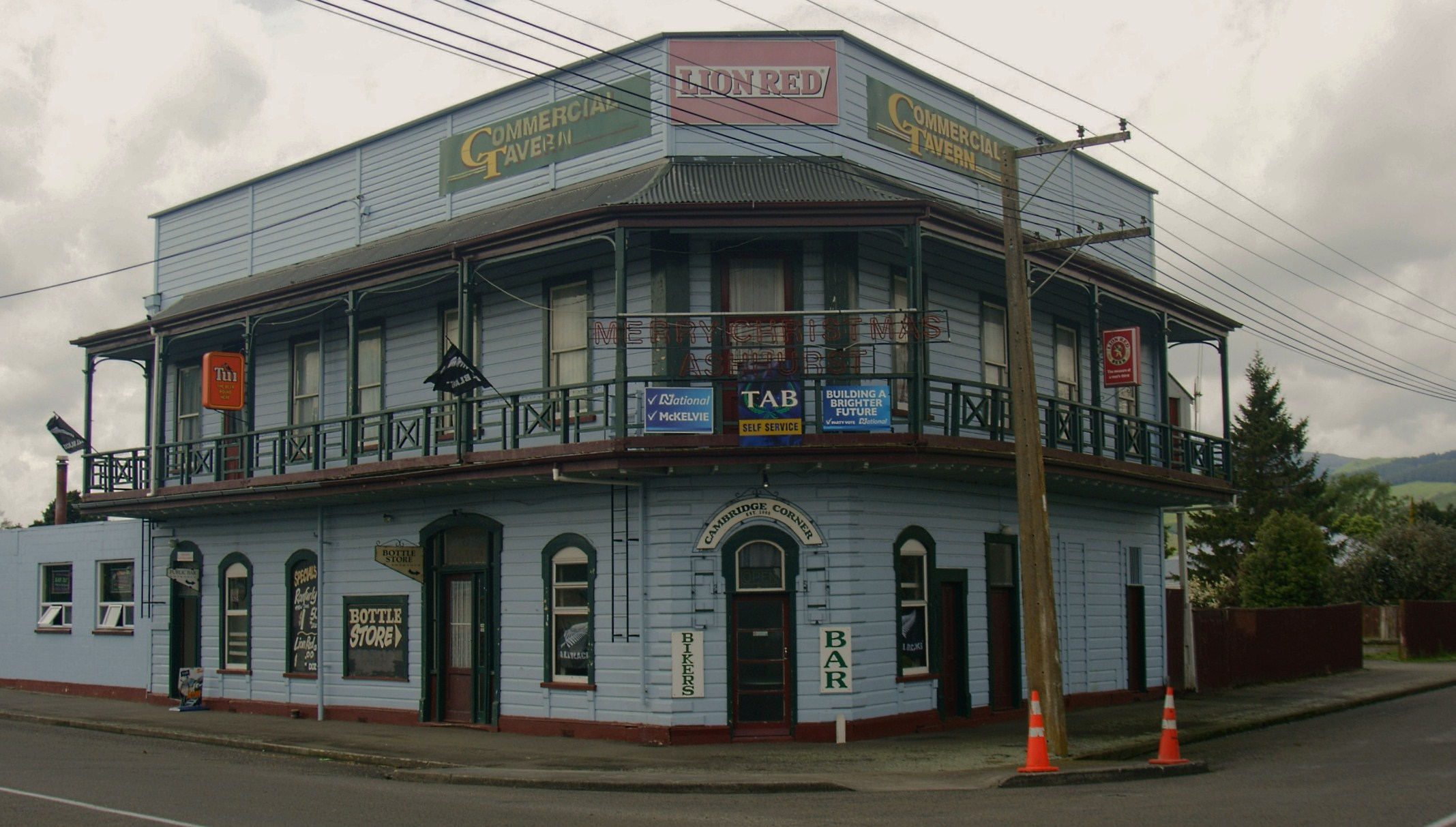
Taverne Commerciale d’Ashhurst

La ville d’Ashhurst est située à 14 kilomètres au nord-est de la cité  de Palmerston North, dont c’est une ville satellite.
La ville siège aux pieds de la chaîne des Ruahine, sous le pic Wharite Peak (en), qui est la pointe la plus notable de l’extrémité sud de la chaîne des Ruahine, sur lequel se dresse l’émetteur de la télévision et de la radio.

## Toponymie
Ashhurst fut dénommé ainsi pour Lord Henry Ashhurst, qui possédait des terres dans la zone immédiatement à proximité.
Le nom Māori pour le secteur était «Raukawa», pour le Pseudopanax, une plante aromatique native («Pseudopanax edgerleyi»), alors que pour la ville, le nom était «Otangaki».

## Démographie
La localité d’Ashhurst, qui couvre 4,23 km2 avait une population de 2934 habitants lors du recensement de 2018 en Nouvelle-Zélande, en augmentation de 285 personnes (10,8 %) depuis le recensement de 2013, et en augmentation de 501 personnes (20,6 %) depuis le recensement de 2006 en Nouvelle-Zélande.
Il y avait 1074 logements.
On comptait 1428 hommes et 1506 femmes, donnant un sexe-ratio de 0,95 homme pour une femme.
L’âge médian était de 35,9 ans (comparé avec les 37,4 ans au niveau national), avec 726 personnes (24,7 %) âgées de moins de 15 ans, 492 personnes (16,8 %) âgées de 15 à 29 ans, 1320 personnes (45,0 %) âgées de 30 à 64 ans, et 396 personnes (13,5 %) âgées de 65 ans ou plus.
L’éthnicité était pour 89,0 % européens/Pākehā, 18,6 % Māori, 3,1 % personnes du Pacifique, 2,8 % asiatiques, et 1,4 % d’une autre ethnicité (le total peut faire plus de 100 % dans la mesure où une personne peut s’identifier comme venant de multiples ethnicités).
La proportion de personnes nées outre-mer était de 12,9 %, comparée avec les 27,1 % au niveau national.
Bien que certaines personnes refusent de donner leur religion, 56,3 % n’avaient aucune religion, 32,8 % étaient chrétiens, 0,6 % étaient Hindouistes, 0,1 % étaient bouddhistes et 2,0 % avaient une autre religion.
Parmi ceux d’au moins 15 ans d’âge, 384 personnes (17,4 %) avaient une  licence ou un degré supérieur et 438 personnes (19,8 %) n’avaient aucune qualification formelle.
Le revenu médian était de 34300 $, comparé avec les 31800 $ au niveau national.
Le statut d’emploi de ceux d’au moins 15 ans d’âge était pour 1179 personnes (53,4 %) employés à plein temps, 294 personnes (13,3 %) étaient à temps partiel, et 66 personnes (3,0 %) étaient sans emploi.

## Transport
Ashhurst est un point important du fait de sa localisation à l’extrémité ouest des gorges de Manawatu (en).
Ainsi elle est tout près de la route la plus à l’est et le trajet du rail, qui relient les côtes est et ouest au niveau de la partie la plus au sud de l’île du nord.
Ashhurst est la localisation du second pont de la cité de Palmerston North traversant la région de Manawatu.
Il y a quatre bus les jours de semaine et un le samedi reliant Palmerston North avec Ashhurst.

## Parcs et réserves
- «Ashhurst Domain» – Un important parc multi-activités, qui comprend un terrain de camping, avec une vue d’ensemble sur la ferme d’éolienne, un cimetière et une zone canine.
- «Durham Street Reserve» et «McCraes Bush Reserve"[4] , [5] , [6].
- «Lincoln Park» – est le siège du terrain pour l’équipe de rugby local nommée Ashhurst- RFC active au niveau de la localité de Pohangina

## Personnalités notables
Andre Taylor (en) vient d’Ashhurst.
C’est un joueur de rugby très précoce, qui fit ses débuts sur la saison 2010 avec les ‘Hurricanes’  et fut aussi nommé dans l’escadron des  « New Zealand Maori squad » pour l’anniversaire de son centenaire.

## Gouvernance locale et centrale

### L’ancien ward d‘Ashhurst-Fitzherbert
Récemment, le ward de Fitzherbert fut amalgamé avec le ward d’Ashhurst. Le ward d’Ashhurst-Fitzherbert est le plus grand des wards de la cité de Palmerston North, couvrant une zone allant de la ligne dite de « James Line » à une partie du chemin passant à travers les Gorges de Manawatu, jusqu’au nord du centre-ville de Ashhurst.
Le ward est à prédominance rurale, avec l’essentiel de la population vivant dans les villes d’Ashhurst, d’Aokautere et de Linton.
La zone varie d’un secteur suburbain jusqu’à la nature sauvage au pied de la chaîne de Tararua à la vallée des fleuves  Manawatu et  Pohangina.
Le pont de Saddle Road, qui franchit cette rivière, a été récemment remplacé du fait des dégâts liés à l’inondation de 2004, quand la rivière  Pohangina emporta le pont.
Saddle Road est la route alternative vers l’est quand les gorges de Manawatu (en) sont fermées.
En décembre 2017, il y avait une quantité croissance d'habitats disponibles dans le secteur, particulièrement autour des villes d ’Aokautere et Summerhill du fait du dévelopment urbain.
Du fait de l’altitude plus importante du sol sur la berge sud de la plaine de Manawatu, il y a une meilleure vue sur la chaîne Ruahine et sur la partie nord de la ville. Par temps clair, il est possible de voir le mont Ruapehu, le mont Ngauruhoe et le mont Taranaki/Egmont.

### Gouvernement Central
- le secteur électoral de Rangitīkei (en) est représenté par le  MP Ian McKelvie (en) du Parti national de Nouvelle-Zélande maori
- Te Tai Hauāuru (en) est représenté par le MP Adrian Rurawhe parti travailliste de Nouvelle-Zélande

## Autres lectures
- (en) A. W. Reed, The Reed Dictionary of New Zealand Place Names, Auckland, Reed Books, 2002 (ISBN 0-7900-0761-4).